# GE Wind Energy
 (février 2020).
GE Wind Energy est une branche de GE Renewable Energy, filiale de General Electric. L'entreprise fabrique et vend des éoliennes pour le marché international. En 2009, GE était le deuxième fabricant d'éoliennes mondial.

## Histoire

### 1980-2015: fondation et ère Enron Wind
L'entité a été créée, en 1980, en tant que développeur mais non constructeur sous l’appellation Zond par James Dehlsen, qui créera en 2001 Clipper Windpower (en). En janvier 1997, Enron acquiert Zond.
En 2002, GE a acquis les actifs d'Enron dans l'énergie éolienne au cours de sa procédure de faillite alors que les ventes de turbines à gaz plongeaient. Enron Wind était le seul fabricant américain de grandes éoliennes encore actif à l'époque, et GE a augmenté ses achats de fournitures et d'ingénierie pour sa division vent (Wind Division) et a doublé le chiffre d'affaires annuel pour le porter à 1,2 milliard de dollars en 2003. GE Wind Energy a acheté Scanwind en 2009.
En février 2011, GE a acquis Wind Systems Tour, LLC, un fabricant de tours d'éolienne en treillis.

### 2015: acquisition des activités énergie d'Alstom
Après l'acquisition des activités de production d'énergie d'Alstom (2015), les activités dans l'éolien de GE a été élargi pour inclure la turbine offshore « Haliade » de 6 mégawatts (à l'époque l'une des turbines les plus puissantes au monde) d'Alstom Wind. Elle est devenue GE Offshore Wind et est basée à Nantes, avec un site de production à Saint-Nazaire.

## Produits
La société produit actuellement trois types d'éoliennes, allant de 1,5 MW à 4 MW
| Caractéristiques            | GE 1.5 XLE  | GE 2.5 XL   | GE 4.0-110     |
| --------------------------- | ----------- | ----------- | -------------- |
| Puissance nominale (MW)     | 1,5         | 2,5         | 4,0            |
| Vitesse de vent (démarrage) | 3,5 m/s     | 3,5 m/s     | 3,0 m/s        |
| Vitesse de vent maxi        | 20 m/s      | 25 m/s      | 25 m/s         |
| Vitesse de vent nominale    | 11,5 m/s    | 12,5 m/s    | 14 m/s         |
| Température                 | -30 à 40 °C | -30 à 40 °C | -30 à 40 °C    |
| Classe de vent CEI 61400    | IIIb        | IIIa, IIb   | Ib             |
| Fréquence (Hz)              | 50—60       | 50—60       | 50—60          |
| Tension (V)                 | 690         | 690         | 690            |
| Diamètre du rotor           | 82,5 m      | 100 m       | 110 m          |
| Surface balayée (rotor)     | 5 346 m2    | 7 854 m2    | 9 567 m2       |
| Hauteur du moyeu            | 80 m        | 75–100 m    | dépend du site |

### GE 1,5 MW

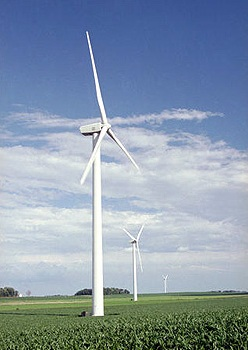
Éolienne GE de 1.5 MW.

L'éolienne de GE de 1,5 mégawatt a été développée en collaboration avec le département de l'Énergie américain,. Elle est composée de trois pales en fibre de verre fixées à un moyeu à axe horizontal. Le moyeu est relié à l'arbre principal qui fait tourner une cascade d'engrenages. Les engrenages augmentent la vitesse de rotation et transmettent l'énergie cinétique provenant du vent à une génératrice électrique (cascade hyposynchrone), où elle est convertie en énergie électrique. L'angle des pales et l'orientation de l'éolienne sont contrôlés par un système électrique actif de contrôle de pas et de lacet. Le générateur a une puissance maximale de 1,5 MW. Le générateur et la boîte de vitesses sont contenus dans la nacelle  qui est isolée pour réduire les émissions de bruit.
Trois modèles constituent la série des 1,5+ MW (les modèles 1.5se, 1.5sle, et 1.5xle). Ils ont été développés en 2005. Leurs diamètres de rotors varient de 70,5 à 82,5 mètres. Ils peuvent s'adapter à des vitesses de vent variables. Plusieurs fonctionnalités permettent leur connexion aux réseaux électriques, dont la régulation de tension et l'injection de puissance réactive au cours de perturbations du réseau ou des périodes de vent faible.
Afin de mener plus avant les recherches sur l'énergie éolienne, un prototype unité a été commandé au National Wind Technology Center (NWTC) à la fin 2009. À l'époque de la 10 000e installation aux États-Unis, elle constituait 50 % de l'ensemble des éoliennes installées, influençant la décision du NREL pour installer une modèle au NWTC. 12 000 éoliennes ont été installées dans 19 [pays à la mi-2009. 12 000 éoliennes avait été installées dans 19 pays à la mi 2009,,,.

### GE 2,5 MW
L'éolienne de 2,5 MW de GE (également appelé GE2.5XL) est le deuxième modèle des deux éoliennes terrestres de General Electric. Elle a été installée en Europe et en Asie, mais elle a été utilisée aux États-Unis pour la première fois dans la ferme éolienne de Shepherds Flat dans l'Oregon.

### GE 4,0 MW
L'éolienne de 4,0 MW (également appelé GE4.0-110) est la plus récente éolienne de GE. C'est le seul modèle d'éolienne offshore actuellement fabriqué par General Electric. L'éolienne offshore GE 3,6 SL a été abandonnée, mais elle est toujours en fonctionnement dans le parc éolien d'Arklow Bank.